# Godegårds kyrka
Godegårds kyrka är en kyrkobyggnad i Godegård i Linköpings stift. Den är församlingskyrka i Godegårds församling och ligger två kilometer söder om Godegård och cirka 29 kilometer norr om Motala.

## Kyrkobyggnaden
Kyrkan av sten med smalare kor ska enligt traditionen vara invigd 1251. Ett vapenhus i söder tillkom under senmedeltiden. Vid en ombyggnad 1723-24 tillkom en stor korsarm i norr. I samband med detta flyttades altaret till sydväggen och vapenhuset omgjordes till sakristia. Klockstapeln vid kyrkans nordvästra hörn är i sitt nuvarande skick från 1708. En större ombyggnad genomfördes åren 1911-12 under ledning av arkitekt Magnus Dahlander. I kyrkorummet sattes fyra kolonner in i övergången mellan långhus och kor. Ett nytt golv av kalksten lades in på betongunderlag. Ett nytt vapenhus byggdes vid kyrkans norra sida.

## Inventarier
Korets altartavla är målad av Pehr Hörberg. Den föregående altaruppsatsen från 1716 är bevarad liksom tre medeltida träskulpturer. Dopfunten av koppar är tillverkad av mässingsslagaren Daniel Zerl i Norrköping och levererad 1716. Nuvarande predikstol är tillverkad 1808 av Anders Gustaf Malmström, far till konstnären August Malmström.

### Orgel
- 1743 sätter Jonas Wistenius, Linköping upp en orgel med 7 eller 8 stämmor.[1]

- 1896 byggde E. A. Setterquist & Son, Örebro en mekanisk orgel med rooseweltlådor. Fasaden är samtida med orgeln. Den omdisponerades 1965.[2] Omkring 1995 satte Henrik Lind Orgelbyggare i Flemma Snavudden, Vreta kloster, in en Flöjt Octaviant 4' istället för Blockflöjt 2'. Han satte även in en öppen träbas till Salicional 8'.[3]

Disposition: